# David Hammond
David Hammond (n. 5 aprilie 1882, Chicago, Illinois, SUA – d. 3 februarie 1940, Miami, Florida, SUA) a fost un înotător american, medaliat olimpic. A participat la o ediție a Jocurilor Olimpice (1904) în care a câștigat două medalii de argint.